# Худяк Василь Тимофійович
Василь Тимофійович Худяк (1903—1938) — український письменник, педагог. Репресований.

## Життєпис
Родом з Курщини. Належав до літературної організації «Плуг».
У 1922 році надруковано перше оповідання «На машині».
Друкувався в журналі «Сільсько - господарський пролетар».
У 1928 році був директором харківської залізничної школи-семирічки № 8.

## Творчість
Окремо вийшли збірки оповідань:
- «Переможці степу» (1925),
- «У полі боротьби» (1926),
- «Паровоз гуде» (1929),
- «Упоперек рейок» (1930);

П'єси:
- «Ворожка» (1925),
- «Терешко-коровник» (1925).